# Jansel Ramírez
Jansel Rafael Ramírez Feliz (25 de septiembre de 1983) es un luchador dominicano de lucha grecorromana. Participó en los Juegos Olímpicos de Atenas 2004 en la categoría de 55 kg, consiguiendo un 22.º puesto.
Compitió en cinco Campeonatos Mundiales, logró la 25.ª posición en 2009 y 2011. Consiguió dos medallas de bronce en los Juegos Panamericanos, de 2007 y 2011. Acabó en el quinto lugar en 2003 y en 2015. Logró cuatro medallas en los Juegos Centroamericanos y del Caribe, de plata en 2002, 2006 y 2014. Segundo en Campeonato Centroamericano y del Caribe en 2014. Obtuvo la medalla de bronce ne los Juegos Bolivarianos de 2013. Nueve veces subió al podio de los Campeonatos Panamericanos, en el escalón más alto en 2007 y 2010. Campeón Sudamericano de 2014.